# NX Андромеды
NX Андромеды (лат. NX Andromedae) — одиночная переменная звезда в созвездии Андромеды на расстоянии приблизительно 16993 световых лет (около 5210 парсеков) от Солнца. Видимая звёздная величина звезды — от +15,7m до +14,3m.

## Характеристики
NX Андромеды — жёлто-белая пульсирующая переменная звезда типа RR Лиры (RRAB) спектрального класса F. Эффективная температура — около 6892 K.